# 向田陽一
向田 陽一（むかいだ よういち、1968年（昭和43年） - ）は、北海道文化放送報道部長。元報道記者、元キャスター。
北海道中川郡池田町出身。北海道帯広三条高等学校、北海学園大学経済学部経営学科卒業。

## 来歴・人物
1990年北海道文化放送（UHB）入社。報道部に配属され、報道記者を経験。函館駐在を経て、1999年から2005年12月まで、uhbスーパーニュースでメインキャスター（アンカーマン）を担当。同じ北海学園大学出身の山口英里子とキャスターを務めた。
2006年1月からは北海道文化放送番組プロデューサー兼ディレクター。2014年4月から2015年6月までSuper NEWS U解説委員・報道制作局報道部副部長。2015年7月報道部長に就く。2018年からは北海道文化放送みんなのテレビ解説キャスター。